# 歸順會場事變
歸順會場事變，又稱紅白花事件，指1902年5月25日時，由日本台灣總督兒玉源太郎與民政長官後藤新平下令由警視總長大島久滿次、第三旅團長西島義助陸軍少將、斗六廳長荒賀直順與斗六廳警務課長岩元知執行的在反抗軍歸順典禮上殺害投降反抗軍事件。

## 事件經過
1902年5月25日上午九點，日本政府於斗六、林杞埔（今竹山鎮）、崁頭厝、土庫、他里霧（今斗南鎮）與下湖口等六處舉行「歸順典禮」（歸順式），主要參加者為反抗游擊隊領袖張大猷、林少貓、張呂良、劉榮、張雍之、遠萬值、沈藤、張總與其部屬共266名。受令執行的林杞埔支廳長澀谷助、崁頭厝支廳長森榮介、土庫支廳長安武昌夫、他里霧支廳長木浦角太郎、下湖口支廳長小谷新四郎與斗六廳長荒賀直順等六處負責人在典禮結束後，用機關槍掃射在現場的反抗游擊隊。僅簡水壽因為提早離開會場而沒有被殺害，其餘265人當場死亡。